# 万暦野獲編
『万暦野獲編』（萬暦野獲編、ばんれきやかくへん、拼音：Wàn-lì Yě-huò-biān）は、沈徳符によって編集され、万暦34年（1606年）に完成した書籍。全30巻だが、補遺が4巻ある。

## 内容
作者の沈徳符は父に従って北京におり、皇帝の親戚と多く交わっていた。欧陽脩の『帰田録』の体裁にならい、聞いた話を記録しておいた。そして郷里に戻った後、『万暦野獲編』を撰述した。この書名は、万暦朝における「在野で獲得したもの」の意味である。万暦34年に完成している。
その分類は、「列朝」「宮闈」「宗藩」「公主・勲戚」「内監」「内閣」「詞林」「六部」「科場」「督撫」「司道」「府県」「畿輔」「士人」「外郡」「釈道」「土司」「風俗」「技芸」などとなっている。万暦以前の典章制度、典故遺聞、山川風物、経史子集などを多く記載しており、また戯曲、小説などに関係する資料も保存している。

## 続編
万暦47年（1619年）に、『続編』12巻が編集された。沈徳符の5世の孫である沈振が諸家の所蔵を探し求めて、230余条を得て、8巻に編集し、再び改めて4巻として補遺とした。